# Omurtag
Omurtag (búlgar Омуртаг, fins al 1934 Othman Pazar, en turc modern Osman Pazar) és una ciutat del nord-est de Bulgària, a la província de Targovishte. És el centre administratiu de la municipalitat d'Ormutag. El febrer de 2011 tenia 7.369 habitants. El 1981 tenia 10.339 habitants. És el lloc de naixement del cosmonauta Aleksandr Panayotov Aleksandrov, un dels dos cosmonautes búlgars.

## Història
Hi ha restes d'ocupació de la zona des del Neolític. Al segle vi fou part del sistema defensiu romà d'Orient establert per Justinià I. La regió fou un centre important del primer imperi búlgar per la proximitat a les capitals Pliska i Preslav i als passos de Stara Planina.
Sota els otomans la regió formava dues nahiyes del kaza de Shumnu (Šumen) que estava format per dues zones ben diferenciades geogràficament: el sud-est amb la població de Gerilgrad, la nahiye de Gerilova o Gerilabad (en búlgar Gerilovo), i el nord-oest centrat en Tozluk o Tazluk (oficialment avui Slannik) que formava des del segle xv la nahiye d'Ala Kilise (Kenisa). Gerilgrad fou abandonada al segle xv cap a Varbitsa, Čitak i Kotel, i Gerilovo es va conservar com a nom de la nahiye; al segle xv van arribar també colons nòmades turcs a Gerilovo i el 1785 s'hi van establir un grup de tàtars de Crimea dirigits pel khalgay Masud Giray, que van exercir certa influència a la regió durant dos segles; el seu saray fou destruït pels nacionalistes en la campanya d'assimilació de 1985. La part nord del kaza de Shumnu fou repartit el 1530 entre els de Djuma Atik (Eski Djuma, moderna Targovište) i el d'Hezargrad (Razgrad). Un segle després, el 1630, la nahiye d'Ala Kilise va esdevenir kaza o kada. A la primera meitat del segle xvii es va fundar Othman Pazar com un mercat comarcal; el seu fundador hauria estat un turc de nom Othman i aviat va esdevenir capital del kaza d'Ala Kilise quan tenia 22 focs (uns 1.200 habitants, però Ala Kilise/Kenisa en tenia uns 1300). A la meitat del segle xix el kaza fou engrandit agregant part de la conca de Gerlovo (part del kaza de Shumnu) i part del 'Hezargrad, si bé algunes zones foren agregats al de Eski Djuma. El 1874 Othman Pazar tenia uns 5000 habitants dels que un miler eren cristians, tenia 958 cases, 8 mesquites, tres botigues, un hammam i una església. Othman Pazar fou ocupada pels russos manats per Johann Casimir Ehrnrooth el 27 de gener de 1878 durant la guerra russo-turca de 1877-1878) després de la qual una part de la població musulmana va emigrar i el 1887 tenia 3.755 habitants dels quals 1.373 eren búlgars i 2.382 musulmans (a més d'alguns gitanos turcòfons). Llavors va patir un estancament i el 1934 tenia més o menys la mateixa població que el 1887 i la mateixa composició ètnica i religiosa. El 1934 la toponímia de l'antic kaza fou bulgaritzada per decret. Othman Pazar va rebre el nom d'un antic kan búlgar. La població va començar a prosperar després de la II Guerra Mundial. El 1985 en la campanya de bulgarització, Jablanovo (turc Alvanlar) amb només 2.980 habitants, fou centre de la resistència turca. Després del 1991 la comunitat es va poder refer.

## Població[1][2][3][4][5][6]
- 1887 = 3.755
- 1934 = 3.800
- 1946 = 4.233
- 1956 = 6.127
- 1965 = 8.161
- 1975 = 9.082
- 1985 = 9.505
- 1992 = 8.941
- 2001 = 8.893
- 2005 = 8.867
- 2007 = 8.902
- 2009 = 8.725
- 2011 = 7.369

## Enllaços extrens
- (búlgar) Municipalitat